# Německá marka
Německá marka (německy  Deutsche Mark či hovorově D-Mark, oficiální zkratka DEM, jindy také používáno DM) byla oficiálním platidlem v Západním Německu (1948–1990) a později ve znovusjednocené Spolkové republice Německo (1990–2002) až do nahrazení eurem. Jako platidlo ji mezi lety 1999 až 2002 používalo také Kosovo a Černá Hora.

## Historie
Poprvé byla vydána za spojenecké okupace v roce 1948, aby nahradila říšskou marku a sloužila jako oficiální měna Spolkové republiky Německo od jejího založení v následujícím roce. 
Dne 31. prosince 1998 Rada Evropské unie stanovila neodvolatelný směnný kurz německé marky k euru s účinností od 1. ledna 1999 na 1,95583 DM = 1 Euro. V roce 1999 byla německá marka nahrazena eurem; její mince a bankovky zůstaly v oběhu, definované v eurech, až do zavedení eurových bankovek a mincí 1. ledna 2002. 
Německá marka přestala být zákonným platidlem ihned po zavedení eura – na rozdíl od ostatních států eurozóny, kde euro a původní měna obíhaly vedle sebe po dobu až dvou měsíců. Markové mince a bankovky byly v Německu nadále přijímány jako platné způsoby platby až do 1. března 2002.
Pevný směnný kurz k euru byl stanoven na 1 EUR = 1,95583 DEM a 1 DEM = 0,51129 EUR.

## Název
Označení nové měny Trizóny vzešlo z návrhu Edwarda A. Tenenbauma

## Mincovny
Na mincích byla uvedena písmena mincovny, a to takto:
| Písmeno | Město     | Doba ražby mincí |
| ------- | --------- | ---------------- |
| A       | Berlín    | 1990–2001        |
| D       | Mnichov   | 1948–2001        |
| F       | Stuttgart | 1948–2001        |
| G       | Karlsruhe | 1948–2001        |
| J       | Hamburk   | 1948–2001        |